# Assassination Classroom: Graduation
Assassination Classroom: Graduation (暗殺 教室 卒業 編?, Ansatsu kyōshitsu: Sotsugyō-hen) è un film del 2016 diretto da Eiichirō Hasumi.
Pellicola d'azione comica scolastica giapponese sceneggiata da Tatsuya Kanazawa.
La pellicola, che dura 118 minuti, è un sequel di Assassination Classroom (2015); entrambe sono basate sulla serie manga Assassination Classroom scritta e illustrata da Yūsei Matsui. È stato distribuito in Giappone da Toho a partire dal 25 marzo del 2016.
Ha incassato al botteghino 28,9 milioni di dollari statunitensi.